# Universidad de Hampton
La Universidad de Hampton (en inglés: Hampton University) es una universidad privada de Investigación, históricamente negra, en Hampton, Virginia. Fundada en 1868 como Escuela Agrícola e Industrial de Hampton, fue establecida por líderes negros y blancos de la Asociación Misionera Estadounidense después de la guerra civil estadounidense para brindar educación a los libertos . El campus alberga el Museo de la Universidad de Hampton, que es el museo más antiguo de la diáspora africana en los Estados Unidos y el museo más antiguo de la comunidad de Virginia. Primero dirigido por el ex general de la Unión Samuel Chapman Armstrong, El campus principal de la Universidad de Hampton está ubicado en 314 acres en Hampton, Virginia, a orillas del río Hampton. La universidad ofrece 90 programas, incluidos 50 programas de licenciatura, 25 programas de maestría y nueve programas de doctorado. La universidad tiene un campus satélite en Virginia Beach y también ofrece ofertas en línea. La Universidad de Hampton alberga 16 centros de investigación, incluido el Instituto de terapia de protones de la Universidad de Hampton, la instalación independiente más grande de su tipo en el mundo. La Universidad de Hampton está clasificada entre "R2: Universidades Doctorales - Alta actividad investigadora".

## Historia
El campus se fundó en los terrenos de "Little Scotland", una antigua plantación en el condado de Elizabeth City que se encuentra en el río. Daba a Hampton Roads y no estaba lejos de la Fortaleza Monroe y el Gran Campamento de Contrabando que se reunía cerca. Hombres y mujeres anteriormente esclavizados buscaron refugio con las fuerzas de la Unión en el sur durante el primer año de la guerra. Sus instalaciones representaban la libertad.
En 1861, la Asociación Misionera Estadounidense (AMA) respondió a la necesidad de educación de los antiguos esclavos y contrató a Mary Smith Peake como su primera maestra en el campamento. Ella ya había estado enseñando en secreto a esclavos y negros libres en el área a pesar de la prohibición legal del estado. Enseñó por primera vez para la AMA el 17 de septiembre de 1861 y se decía que reunía a sus alumnos bajo un gran roble. En 1863 se leyó aquí la Proclamación de Emancipación, el primer lugar en los estados confederados. A partir de entonces el gran árbol se llamó Roble de la Emancipación. El árbol, ahora un símbolo tanto de la universidad como de la ciudad, sobrevive como parte del Distrito de Monumento Histórico Nacional designado en la Universidad de Hampton.
La Escuela Agrícola e Industrial de Hampton, más tarde llamada Instituto Hampton, fue fundada en 1868 después de la guerra por el liderazgo birracial de la Asociación Misionera Estadounidense, que eran principalmente ministros congregacionales y presbiterianos. Fue dirigido por primera vez por el ex general de la Unión Samuel Chapman Armstrong. Entre los alumnos famosos de la escuela se encuentra el Dr. Booker T. Washington, un educador que fue contratado como el primer director del Instituto Tuskegee, que desarrolló durante décadas.

### Guerra civil
Durante la guerra civil estadounidense (1861–1865), la Fortaleza Monroe controlada por la Unión en el sureste de Virginia en la desembocadura de Hampton Roads se convirtió en un punto de reunión y una especie de refugio seguro para los esclavos fugitivos . El comandante, el general Benjamin F. Butler, determinó que eran "contrabando de guerra" , para protegerlos de ser devueltos a los dueños de esclavos, quienes clamaban por reclamarlos. Mientras numerosas personas buscaban la libertad detrás de las líneas de la Unión, el Ejército dispuso la construcción del Gran Campamento de Contrabando cercano, con materiales recuperados de las ruinas de Hampton, que había sido quemado por el Ejército Confederado en retirada . Esta área más tarde se llamó "Slabtown".
Hampton University tiene sus raíces en Mary S. Peake, quien comenzó en 1861 con clases al aire libre para libertos, a quienes enseñó en lo que ahora es el emblemático Roble de la Emancipación en el área cercana del condado de Elizabeth City. En 1863, la Proclamación de Emancipación recién emitida se leyó en una reunión bajo el árbol histórico allí.

### Después de la guerra: enseñando a los maestros

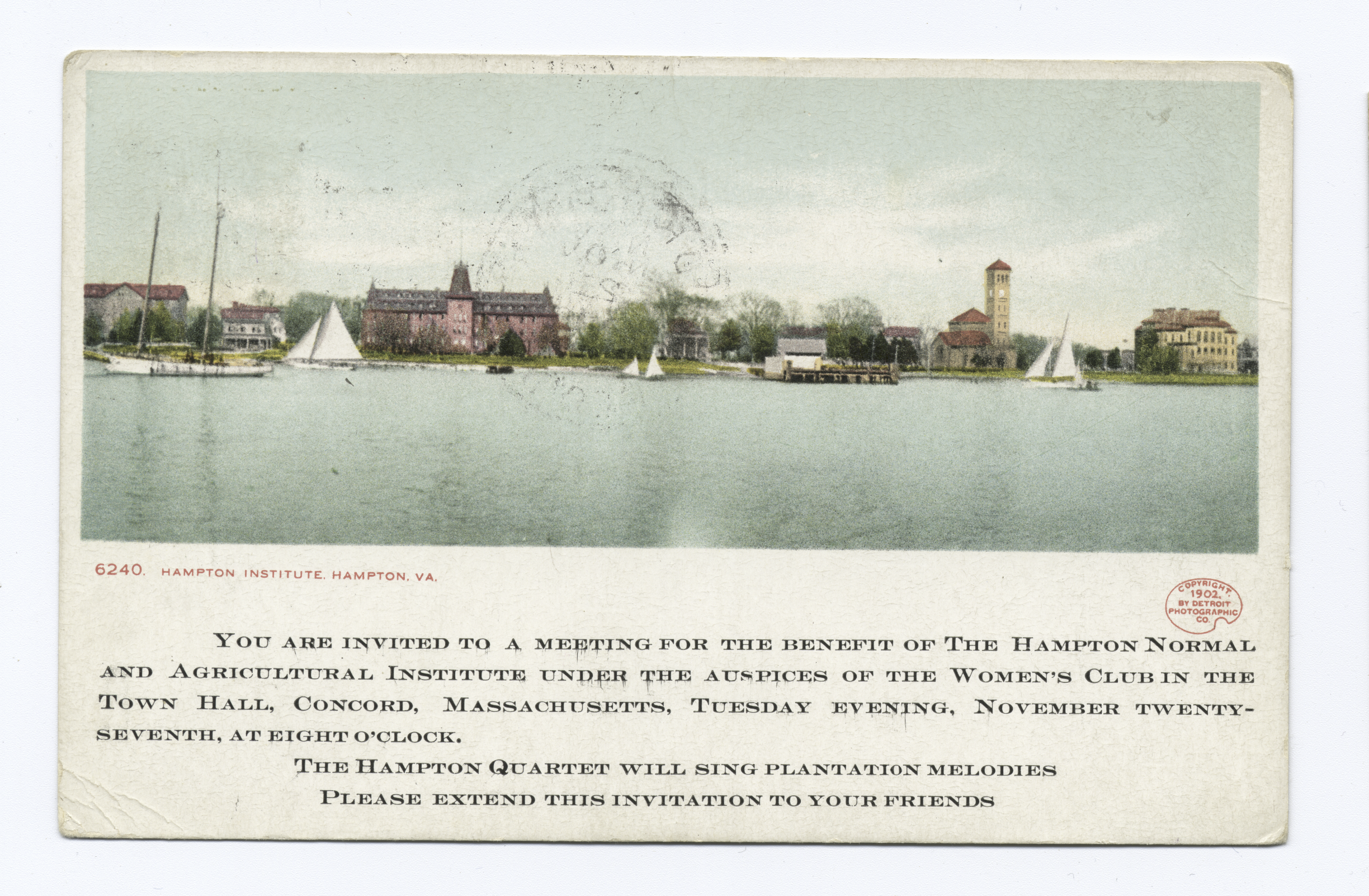
Instituto Hampton, 1898

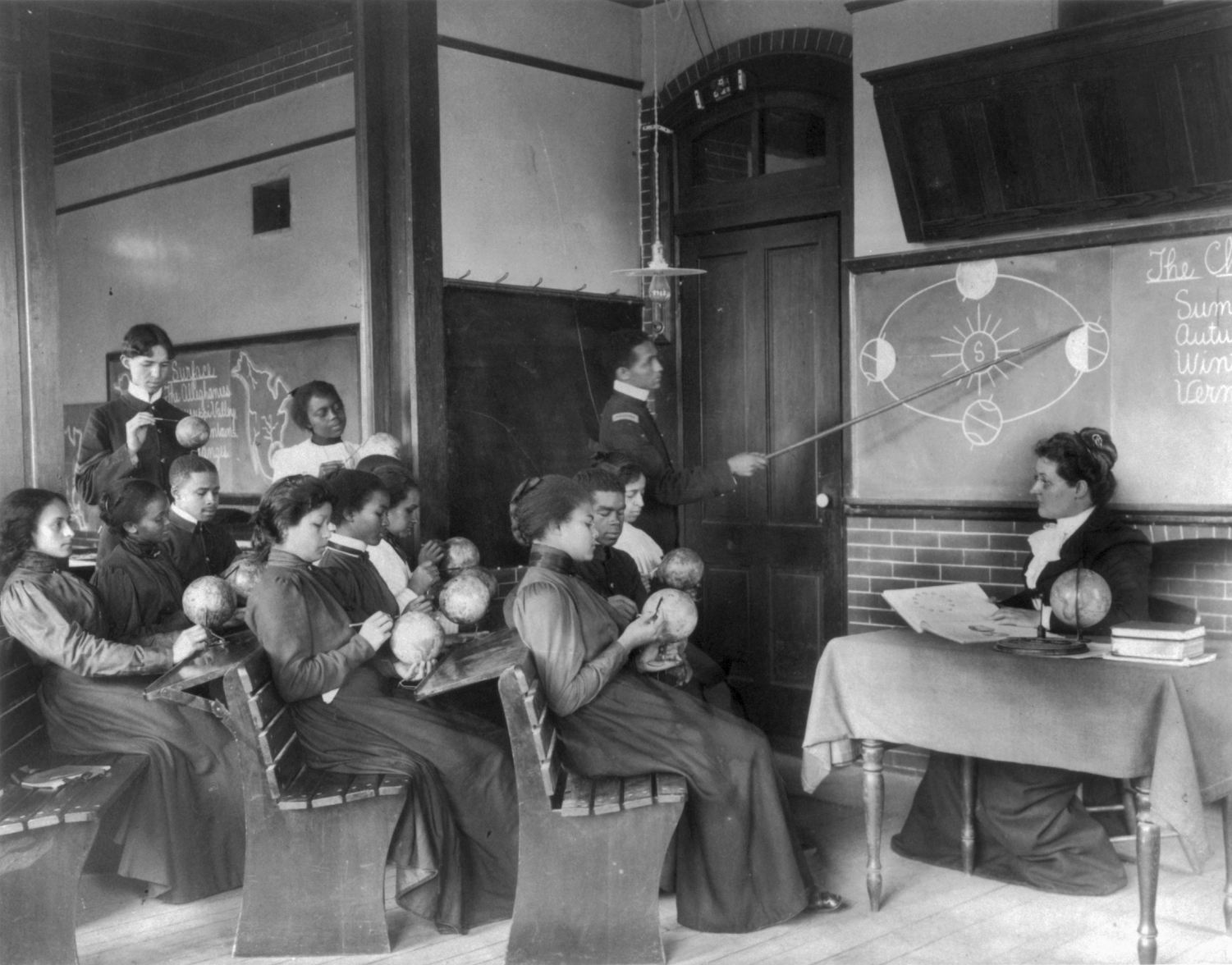
Clase de geografía en 1899

Después de la guerra, se formalizó una escuela normal (escuela de formación de profesores) en 1868, con el ex general de brigada brevet de la Unión Samuel C. Armstrong (1839–1893) como su primer director. La nueva escuela se estableció en los terrenos de una antigua plantación llamada «Little Scotland», que tenía vistas a Hampton Roads. Los edificios escolares originales daban al río Hampton. Constituida legalmente en 1870 como una escuela de concesión de tierras, primero se conoció como Hampton Normal and Agricultural Institute.
Típico de las universidades históricamente negras, Hampton recibió gran parte de su apoyo financiero en los años posteriores a la Guerra Civil de la Asociación Misionera Estadounidense (cuyos líderes negros y blancos representaban a las iglesias Congregacional y Presbiteriana), otros grupos eclesiásticos y ex oficiales y soldados de la Ejército de la Unión. Uno de los muchos veteranos de la Guerra Civil que donaron sumas sustanciales a la escuela fue el general William Jackson Palmer, un comandante de caballería de la Unión de Filadelfia. Más tarde construyó el Ferrocarril del Oeste de Denver y Río Grande y fundó Colorado Springs, Colorado. Como comenzó la Guerra Civil en 1861, aunque su Sociedad Religiosa de los Amigos, hizo que Palmer aborreciera la violencia, su pasión por ver a los esclavos liberados lo obligó a entrar en la guerra. Recibió la Medalla de Honor por su valentía en 1894. (El Palmer Hall actual en el campus lleva su nombre en su honor).

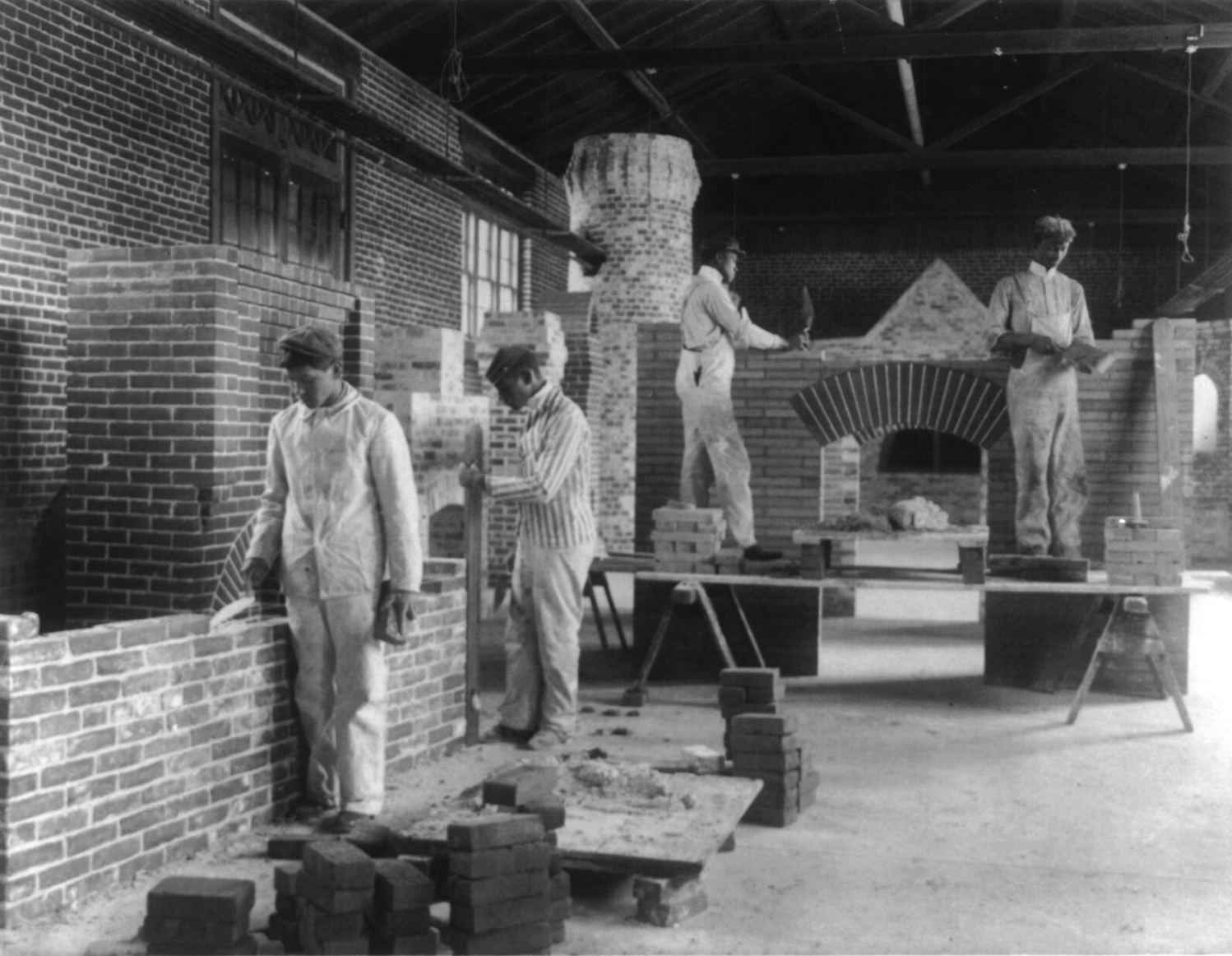
Estudiantes en una clase de albañilería de 1899

A diferencia del rico Palmer, Sam Armstrong era hijo de un misionero en las islas Sandwich (que luego se convirtió en el estado estadounidense de Hawái). También tenía sueños para el mejoramiento de los libertos. Modeló su nueva escuela siguiendo el modelo de su padre, quien había supervisado la enseñanza de la lectura, la escritura y la aritmética a los polinesios. Quería enseñar las habilidades necesarias para que los negros fueran autosuficientes en el empobrecido sur. Bajo su dirección, una educación al estilo Hampton se hizo conocida como una educación que combinaba la elevación cultural con la formación moral y manual. Armstrong dijo que era una educación que abarcaba "la cabeza, el corazón y las manos".
Al cierre de su primera década, la escuela informó una admisión total en esos diez años de 927 estudiantes, con 277 graduados, todos menos 17 de los cuales se habían convertido en maestros. Muchos de ellos habían comprado terrenos y establecido viviendas; muchos se dedicaban tanto a la agricultura como a la enseñanza; algunos habían entrado en el negocio. Sólo una proporción muy pequeña no lo hizo bien. Por otros 10 años, había más de 600 graduados. En 1888, de los 537 que aún vivían, las tres cuartas partes enseñaban y aproximadamente la mitad de los estudiantes universitarios también enseñaban. Se estimó que 15.000 niños en escuelas comunitarias recibieron enseñanza de los estudiantes y exalumnos de Hampton ese año.
Después de la muerte de Armstrong, los líderes de Hampton continuaron desarrollando un programa de relaciones externas de gran éxito que forjó una red de seguidores devotos. En 1900, Hampton era la escuela más rica que atendía a los afroamericanos, en gran parte debido a su éxito en el desarrollo y la recaudación de fondos.
Hampton también tenía la única escuela de bibliotecas en los Estados Unidos para educar a bibliotecarios negros. La Escuela de Bibliotecas del Instituto Hampton abrió sus puertas en 1925 y, a través de su Programa de Bibliotecarios para Maestros Negros (NTLTP, por sus siglas en inglés), capacitó y emitió títulos profesionales a 183 bibliotecarios negros. La biblioteca de la escuela cerró en 1939.

### Booker T. Washington: difundir la obra educativa
Entre los primeros estudiantes de Hampton se encontraba Booker T. Washington, quien llegó de West Virginia en 1872 a la edad de 16 años. Trabajó en Hampton y luego asistió al Seminario Wayland en Washington D. C.. Después de graduarse, regresó a Hampton y se convirtió en un profesor. Por recomendación de Sam Armstrong al fundador Lewis Adams y otros, de una pequeña escuela nueva en Tuskegee, Alabama que había comenzado en 1874. En 1881, Washington fue a Tuskegee a los 25 años para fortalecerla y desarrollarla hasta el estado de una escuela normal. , uno reconocido por ser capaz de producir maestros calificados. Esta nueva institución finalmente se convirtió en la Universidad de Tuskegee. Adoptando gran parte de la filosofía de Armstrong, Washington convirtió a Tuskegee en una escuela importante y también se hizo famoso a nivel nacional como educador, orador y recaudador de fondos. Colaboró con el filántropo Julius Rosenwald a principios del siglo XX para crear un modelo para las escuelas negras rurales: Rosenwald estableció un fondo que igualó el dinero recaudado por las comunidades para construir más de 5000 escuelas para niños negros rurales, principalmente en el sur. Washington reclutó a su compañero de clase de Hampton (1875), Charles W. Greene para trabajar en Tuskegee en 1888 para dirigir el Departamento de Agricultura. Washington y Greene reclutaron a George Washington Carver a la facultad de agricultura de Tuskegee después de su graduación con una maestría de la Universidad Estatal de Iowa en 1896. Carver proporcionó tal fortaleza técnica en agricultura que en 1900, Booker T. Washington asignó a Greene para establecer una demostración de la capacidad empresarial negra y la independencia económica fuera del campus. en Tuskegee. Este proyecto, enteramente propiedad de negros, comprendía 4000 lotes de bienes raíces y se estableció formalmente y se designó como Greenwood en 1901, como una demostración de los distritos comerciales y residenciales propiedad de negros en todas las ciudades del país con una población negra significativa. Después de que Booker T. Washington visitó Tulsa, Oklahoma en 1905 y se dirigió a una gran reunión allí, los habitantes de Oklahoma siguieron el modelo de Tuskegee y llamaron "Greenwood" al distrito operado y de propiedad negra de Tulsa.

### Nativos americanos
En 1878, Hampton estableció un programa de educación formal para los nativos americanos para dar cabida a los hombres que habían sido retenidos como prisioneros de guerra. En 1875, al final de las guerras indias americanas, el ejército de los Estados Unidos envió setenta y dos guerreros de las naciones cheyenne, kiowa, comanche y caddo a prisión y exilio en San Agustín, Florida. Esencialmente, fueron utilizados como rehenes para persuadir a sus pueblos en Occidente para que mantuvieran la paz. El teniente Richard Henry Pratt los supervisó en Fort Marion y comenzó a organizar su educación en el idioma inglés y la cultura estadounidense.
St. Augustine estaba atrayendo a numerosos visitantes del norte, ya que se hizo conocido como un centro turístico de invierno. Muchos se interesaron en los nativos americanos retenidos en Fort Marion y se ofrecieron como maestros. También proporcionaron a los hombres materiales de arte. Algunos de los hombres crearon lo que ahora se conoce como Ledger art en este período. Algunas de las obras resultantes (incluidas las de David Pendleton Oakerhater) están en manos del Instituto Smithsoniano.
Al final del encarcelamiento de los guerreros, Pratt convenció a diecisiete de los hombres más jóvenes para que se matricularan en el Instituto Hampton para recibir educación adicional. También reclutó a estudiantes nativos americanos adicionales: un total de setenta nativos americanos, hombres y mujeres jóvenes de varias tribus, en su mayoría de las llanuras en lugar de las tribus aculturadas de Virginia, se unieron a esa primera clase. Debido a que las Primeras Familias de Virginia a veces se jactaban de su herencia nativa americana a través de Pocahontas, algunos partidarios esperaban que los estudiantes nativos americanos ayudaran a los locales a aceptar a los estudiantes negros del instituto. También se suponía que los estudiantes negros ayudarían a "civilizar" a los estudiantes nativos americanos a la sociedad estadounidense actual, y los nativos americanos a "elevar a los negros".
En 1923, ante la creciente controversia sobre la mezcla racial, después de que los antiguos estados confederados privaran de sus derechos a los negros e impusieran Jim Crow, el programa nativo americano terminó. Los nativos americanos dejaron de enviar a sus hijos a la escuela después de que algunos empleadores despidieran a los nativos americanos porque habían sido educados con negros. La directora final del programa renunció porque no pudo evitar la "fusión" entre las niñas nativas americanas y los niños negros.

### Cambios de nombre, expansión y comunidad

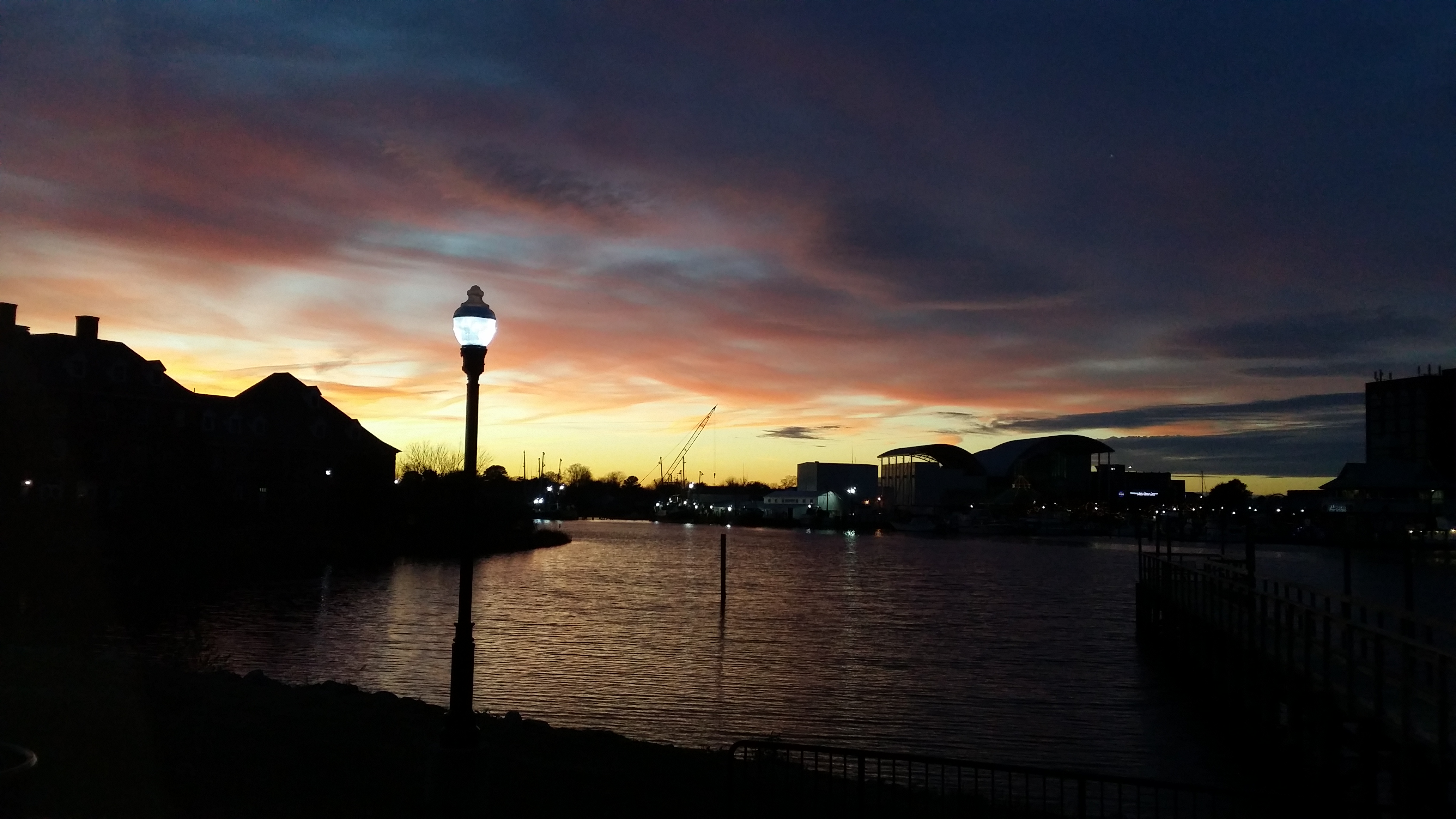
Atardecer en el paseo marítimo de la Universidad de Hampton

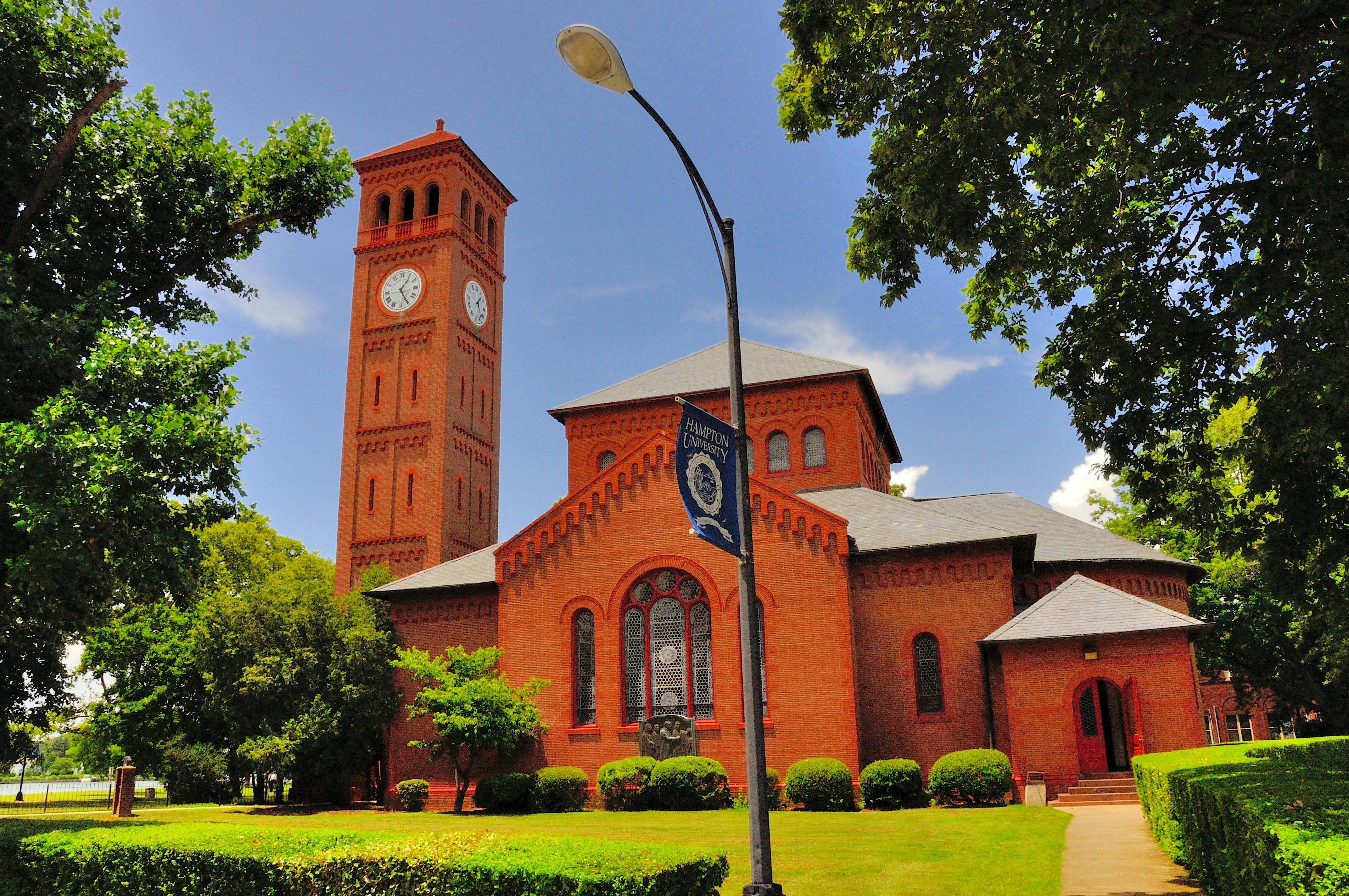
Iglesia Memorial Monroe de la Universidad de Hampton

Hampton Normal and Agricultural Institute se convirtió simplemente en Hampton Institute en 1930. En 1931, la Escuela George P. Phenix para todos los grupos de edad se abrió allí bajo la dirección del director Ian Ross. Se adjuntó una nueva escuela de formación de enfermeras al Hospital Dixie, con Nina Gage como directora. En 1945, el psicólogo austríaco-estadounidense, educador de arte y autor del influyente libro de texto Creative and Mental Growth. Viktor Lowenfeld se unió a la facultad de Hampton como profesor asistente de artes industriales y finalmente se convirtió en presidente del Departamento de Arte. Para 1971, la universidad ofrecía 42 clases nocturnas en programas que incluían "Psicología educativa", "Introducción a la comunicación oral", "Matemáticas modernas" y "Escritura teatral", entre otros. En ese momento, el costo de matrícula para estos cursos era de $30 por hora semestral. Con la adición de departamentos y programas de posgrado, se convirtió en la Universidad de Hampton en 1984. Originalmente ubicada en el condado de Elizabeth City, estuvo ubicada durante mucho tiempo en la ciudad de Phoebus, incorporada en 1900. Phoebus y el condado de la ciudad de Elizabeth fueron consolidado con la ciudad vecina de Hampton para formar una ciudad independiente mucho más grandeen 1952. La ciudad de Hampton usa Emancipation Oak en su sello oficial. De 1960 a 1970, el destacado diplomático y educador Jerome H. Holland fue presidente del Instituto Hampton.
La universidad y su liderazgo también han recibido críticas. En 2018, los estudiantes de la Universidad de Hampton lanzaron una protesta para pedirle a la administración que aborde varias preocupaciones que creían que eran urgentes y de larga data, incluida la calidad de los alimentos, las condiciones de vida y el manejo de las denuncias de agresión sexual. La universidad emitió un comunicado indicando que estaba "avanzando" para abordar las preocupaciones y problemas de los estudiantes.
En julio de 2020, la filántropa MacKenzie Scott donó 30 millones de dólares a Hampton. La donación es el regalo individual más grande en la historia de Hampton. El presidente de Hampton tiene la discreción exclusiva de cómo se utilizarán los fondos, pero se ha comprometido a consultar con otros líderes universitarios sobre la mejor manera de asignar la generosa donación.

## Campus
El campus contiene varios edificios que contribuyen a su distrito de Monumento Histórico Nacional: Virginia-Cleveland Hall (dormitorio femenino de primer año, así como el antiguo hogar de las dos cafeterías de la escuela), edificio Wigwam (hogar de oficinas administrativas), Academy Building (oficinas administrativas), Memorial Chapel (servicios religiosos) y la Mansión del Presidente.
La escuela secundaria original en el campus se convirtió en Phenix Hall cuando las escuelas públicas de la ciudad de Hampton abrieron una nueva escuela secundaria Phenix en 1962. Phenix Hall resultó dañado en un incendio menor el 12 de junio de 2008.
El Museo de la Universidad de Hampton fue fundado en 1868 y es el museo afroamericano más antiguo del país. El museo contiene más de 9.000 piezas, algunas de las cuales son muy aclamadas.
Hampton University alberga 16 centros de investigación. El Instituto de Terapia de Protones de la Universidad de Hampton es la instalación independiente más grande de su tipo en el mundo.
Las cuatro bibliotecas del campus son la Biblioteca William R. y Norma B. Harvey (biblioteca principal), la Biblioteca de Arquitectura William H. Moses Jr., la Biblioteca de Música y la Biblioteca de Enfermería.
El roble de la emancipación fue citado por la National Geographic Society como uno de los 10 grandes árboles del mundo.
El campus frente al mar se asienta cerca de la desembocadura de la bahía de Chesapeake.

### Distrito de Monumentos Históricos Nacionales
Una parte del campus de 15 acres (61.000 m2) a lo largo del río Hampton, incluidos muchos de los edificios más antiguos, es un distrito histórico nacional de Estados Unidos. Los edificios incluidos son:
- Mansion House, residencia de plantación original de Little Scotland
- Virginia Hall construido en 1873
- Salón Académico
- tienda india
- Capilla conmemorativa de Marquand, una capilla de ladrillo rojo del Renacimiento románico con una torre de 46 m (150 ft)

Además, Cleveland Hall, Ogden y el edificio de administración también están incluidos en el distrito.
El distrito fue incluido en el Registro Nacional de Lugares Históricos en 1969 y declarado Monumento Histórico Nacional en 1974.

### Datos demográficos de los estudiantes
En 2015, casi dos tercios del alumnado eran mujeres y el otro tercio hombres. Aproximadamente el 90% de la población se identificó como negra y alrededor del 30% eran residentes de Virginia.

## Programas académicos
Hampton University tiene 10 escuelas y colegios acreditados.
- Escuela de Ingeniería y Tecnología
- Facultad de Farmacia
- Escuela de Negocios James T. George[33]
- Escuela Scripps Howard de Periodismo y Comunicación
- Escuela de enfermería
- Escuela de Artes Liberales y Educación
- escuela de ciencias
- Universidad
- Universidad de Virginia Beach
- Graduarce del Colegio

A partir de 2020, Hampton ofrece 50 programas de licenciatura, 26 programas de maestría, 7 programas de doctorado, 2 programas profesionales y 10 programas de asociado/certificado.
Freddye T. Davy Honors College es una universidad que no otorga títulos y que ofrece oportunidades especiales de aprendizaje y privilegios a los estudiantes universitarios de mayor rendimiento. Para unirse a la universidad de honor, los estudiantes deben aceptar formalmente una invitación dada por la universidad o solicitar directamente la admisión a la universidad.
Hampton University se ubica constantemente entre las cinco mejores HBCU de la nación y está clasificada en el Nivel 3 (# 217) entre las "Universidades Nacionales" por US News & World Report.
La proporción de estudiantes por docente de Hampton es de 10 a 1, que es mejor que el promedio universitario nacional de 18 a 1. Además, Hampton tiene la segunda tasa de graduación más alta entre las HBCU.
Hampton es la primera y única HBCU en tener el 100% del control de una misión de la NASA.
The Alumni Factor nombró a Hampton como una de las siete mejores universidades de Virginia.
Hampton University está clasificada como una institución de admisión selectiva.

## Actividades estudiantiles
Hay más de 55 organizaciones dirigidas por estudiantes en el campus.

### Vida y organizaciones griegas
|      | Organización            | Nombre               | Símbolo |
| ---- | ----------------------- | -------------------- | ------- |
| CIO  | Alpha Eta Rho - ΑΗΡ     | Omicron Gamma        | ΟΓ      |
| NPHC | Alpha Phi Alpha - ΑΦΑ   | Gamma Iota           | ΓΙ      |
| NPHC | Alpha Kappa Alpha - ΑΚΑ | Gamma Theta          | ΓΘ      |
| CIO  | Chi Eta Phi - ΧΗΦ       | Tau Beta             | ΤΒ      |
| NPHC | Delta Sigma Theta - ΔΣΘ | Gamma Iota           | ΓΙ      |
| CIO  | Groove Phi Groove - GΦG | Pirate               |         |
| NPHC | Iota Phi Theta - ΙΦΘ    | Beta                 | Β       |
| NPHC | Kappa Alpha Psi - ΚΑΨ   | Beta Chi             | ΒΧ      |
| CIO  | Kappa Kappa Psi - ΚΚΨ   | Nu Omega             | ΝΩ      |
| NPHC | Omega Psi Phi - ΩΨΦ     | Gamma Epsilon        | ΓΕ      |
| CIO  | Pershing Angels         | Company U-4-5        | U-4-5   |
| CIO  | Pershing Rifles         | Company U-4          | U-4     |
| NPHC | Phi Beta Sigma - ΦΒΣ    | Beta Gamma           | ΒΓ      |
| CIO  | Phi Mu Alpha - ΦΜΑ      | Pi Beta              | ΠΒ      |
| CIO  | Sigma Alpha Iota - ΣΑΙ  | Mu Gamma             | ΜΓ      |
| NPHC | Sigma Gamma Rho - ΣΓΡ   | Zeta Xi              | ΖΞ      |
| CIO  | Swing Phi Swing - SΦS   | Upenda Undergraduate |         |
| CIO  | Tau Beta Sigma - ΤΒΣ    | Theta Phi            | ΘΦ      |
| NPHC | Zeta Phi Beta - ΖΦΒ     | Rho Alpha            | ΡΑ      |

### Atletismo
Los colores de Hampton son el azul reflejo y el blanco, y su apodo deportivo es "The Pirates". Los equipos deportivos de Hampton participan en la División I de la NCAA (FCS para fútbol) en la Conferencia Big South. Se unieron a esto en 2018 al dejar la Conferencia Atlética del Medio Oriente. Antes de unirse a Big South, Hampton ganó títulos MEAC en muchos deportes, incluidos fútbol, baloncesto masculino y femenino, atletismo masculino y femenino y tenis masculino y femenino. Hampton es una de las dos instituciones HBCU de la División 1 de la NCAA (junto con la Universidad Estatal de Tennessee, en la Conferencia del Valle de Ohio)) para no ser miembro de la Conferencia Atlética del Medio Oriente o la Conferencia Atlética del Suroeste.
En 2016, Hampton se convirtió en la primera y única HBCU en presentar un equipo de lacrosse masculino de la División I. ESPN realizó una transmisión en el campus antes del juego inaugural en el Estadio Armstrong.
Hampton es la única HBCU con un equipo de navegación competitivo.

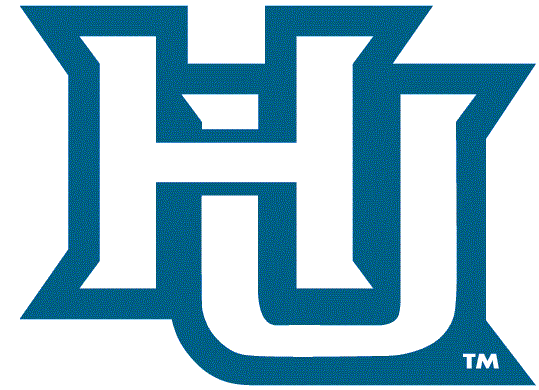
Logotipo de atletismo de la Universidad de Hampton

En 2001, el equipo de baloncesto de Hampton ganó su primer juego del Torneo de la NCAA , cuando vencieron a Iowa State 58–57, en una de las mayores sorpresas de todos los tiempos. Fueron solo los cuartos quince sembrados en derrotar a dos sembrados en la historia del torneo. Regresaron al torneo un año después, así como en 2006, 2011, 2015 y 2016, habiendo ganado su torneo de baloncesto de la conferencia. Su récord en torneos de la NCAA es 2–6, incluido el juego de entrada .
El equipo de baloncesto "Lady Pirates" también ha tenido un gran éxito y realizó viajes al torneo de la NCAA en 2000, 2003, 2004, 2010-2014 y 2017. En 1988, como escuela de la División II, Lady Pirates ganaron el Campeonato Femenino de Baloncesto de la División II de la NCAA, derrotando a West Texas State . En 2011, como cabeza de serie número 13, las Lady Pirates casi sorprendieron a Kentucky, pero cayeron en tiempo extra, 66–62. En 2015, Lady Pirates jugó en el NIT femenino , donde derrotaron a Drexel 45–42 en la primera ronda. Sin embargo, en la segunda ronda, el equipo perdió ante West Virginia 57-39.
Los Piratas ganaron su título de conferencia en fútbol americano en 1997, compartieron el título en 1998 y 2004, y lo ganaron nuevamente en 2005 y 2006. De 2004 a 2006, el equipo ganó tres Campeonatos MEAC y tres Campeonatos Nacionales SBN-Black College, y fue clasificado en la encuesta de los 25 mejores de la División I FCS cada año. Los Piratas también enviaron a cinco jugadores a la NFL Combine en 2007, la mayor cantidad de cualquier escuela de subdivisión de FCS para ese año. También han sido dominantes en el tenis, ganando el MEAC de 1996 a 1999, 2001–2003 y 2007 para los hombres y 1998 y 2002–2004 para las mujeres.
Los principales rivales incluyen la Universidad Estatal de Norfolk, ubicada en Hampton Roads en el centro de Norfolk, y la Universidad Howard en Washington D. C.
En 2019, Hampton revivió su rivalidad con la Universidad Virginia Union de Richmond, Virginia.

#### Banda de música "The Marching Force"
El atletismo pirata cuenta con el apoyo de una plétora de grupos, incluida la Banda de Marcha "The Marching Force". La banda de música ha aparecido en varios eventos notables, incluido un desfile de inauguración presidencial de Barack Obama en Washington D. C.. "La Fuerza" fue elegida entre una gran cantidad de solicitantes para participar en el desfile como representante del estado de Virginia. "The Force" se complementa con la línea de baile de mujeres "Ebony Fire", así como con "Silky", el equipo de bandera y, a partir de 2018, "Shimmering Sapphire Elegance", el equipo de majorette.

## Lectura adicional
- Anderson, James D. (1988). The Education of Blacks in the South, 1860–1935. pp. 33-78.
- Armstrong, Mary F.; Ludlow, Helen W. (1874). Hampton and Its Students. New York: G.P. Putnam's Sons.
- Engs, Robert Francis (1999). Educating the Disfranchised and Disinherited: Samuel Chapman Armstrong and Hampton Institute, 1839–1893. University of Tennessee Press. ISBN 978-1-57233-051-1.
- Molin, Paulette Fairbanks (1988).  Minnesota History, ed. 'Training the Hand, the Head, and the Heart': Indian Education at Hampton Institute 51. Minnesota Historical Society Press.
- Maddox, Lucy (junio de 2002).  American Studies International, ed. Politics, Performance and Indian Identity. Mid-America American Studies Association. pp. 7-36.
- Schall, Keith L., ed. (1977). Stony the Road: Chapters in the History of Hampton Institute. The University Press of Virginia.